# بريان سولا زامبرانو
بريان سولا زامبرانو (بالإسبانية: Bryan Gabriel Sola Zambrano)‏ هو مجدف إكوادوري، ولد في 3 أبريل 1992 في غواياكيل في الإكوادور.

## وصلات خارجية
- بريان سولا زامبرانو على موقع الاتحاد الدولي للتجديف (الإنجليزية)
- بريان سولا زامبرانو على موقع أوليمبيديا (الإنجليزية)